# Chaetophthalmus shinonagai
Chaetophthalmus shinonagai là một loài ruồi trong họ Tachinidae.